# Jessie Usher
Jessie T. Usher Jr. (Silver Spring, 29 de fevereiro de 1992) é um ator americano. Atualmente interpreta Trem-Bala na série da Amazon Prime The Boys.

## Carreira
Ele interpretou Cam Calloway na série de televisão do Survivor's Remorse e Lyle na série Level Up. Em 2014, ele apareceu em When the Game Stands Tall.
Em 2016, Usher co-estrelou com Bill Pullman, Liam Hemsworth e Jeff Goldblum o filme Independence Day: O Ressurgimento
Em 2018, interpretou James ao lado de Bella Thorne no suspense Ride.
No ano seguinte, fez o filme Shaft, em que interpretou John 'JJ' Shaft Jr.